# Microzemiotes
Microzemiotes sonselaensis
Genre
Espèce
Microzemiotes est un genre fossile de petits reptiles de la sous-classe des Diapsida. Ce genre n'est représenté que par son espèce type, Microzemiotes sonselaensis, qui a vécu durant le Revueltien (Norien, Trias supérieur - soit entre 207 et 215 Ma avant notre ère).

## Découverte
L'holotype, et seul spécimen de Microzemiotes sonselaensis (référencé DMNH PAL 2018-05-0017), est une dentaire gauche partielle avec trois dents conservées, partiellement déformées du côté lingual découverte dans la formation de Chinle (Nord-Est de l'Arizona, États-Unis), ce qui à l'époque était le nord-ouest de la Pangée près de l'océan Panthalassa.

## Description
Microzemiotes sonselaensis devait probablement mesurer moins de 30 cm de longueur.
Il s'agit d'une espèce venimeuse comme le confirme l'analyse de ses dents qui présentent des rainures que l'on retrouvent chez des espèces actuelles comme le dragon de Komodo et certains serpents et qui lui permettaient d'injecter du venin soit de manière défensive soit pour s'alimenter. Avant Microzemiotes sonselaensis, seules les espèces Uatchitodon kroehleri et Uatchitodon schneideri, toutes deux du Trias supérieur, étaient reconnues comme venimeuses. En revanche, Microzemiotes sonselaensis est la plus petite des trois étant dix fois plus petite que les Uatchitodon, ce qui fait de cette découverte est un exemple frappant de Convergence évolutive.

## Paléoenvironnement
Microzemiotes devait vivre dans un environnement différent du climat aride de l'actuel Arizona, au contraire il s'agissait d'un climat boisé peuplé d'arbres géants comme on peut en trouver les fossiles dans le parc national de Petrified Forest, ses arbres étaient des végétaux proches des Pinales et des Filicophyta,.
Il devait vivre en même temps que des Archosaures tels que Rutiodon, Smilosuchus ou Pravosuchus, des Étosaures comme Paratypothorax ou encore des Sphénosuchiens comme Hesperosuchusname="Burch_2024"/>. et était contemporain des tout premiers Dinosaures comme Coelophysis,.

## Systématique
Le genre Microzemiotes et l'espèce Microzemiotes sonselaensis ont été décrits en 2024 par Helen E. Burch (d), Hannah-Marie S. Eddins (d), Michelle R. Stocker (d), Ben T. Kligman (d), Adam D. Marsh (d), William G. Parker (d) et Sterling J. Nesbitt (d).

### Étymologie
Le nom générique, Microzemiotes, est la combinaison du grec ancien , micros, « petit », et zemiotes, « punisseur ».
L'épithète spécifique, composée de sonsela et du suffixe latin -ensis, « qui vit dans, qui habite », fait référence au Sonsela Member of the Chinle Formation.

### Publication originale
- (en) Helen E. Burch, Hannah-Marie S. Eddins, Michelle R. Stocker, Ben T. Kligman, Adam D. Marsh, William G. Parker et Sterling J. Nesbitt, « New venomous reptile species from the Late Triassic unearthed in Arizona », Peerj, vol. 12,‎ 14 octobre 2024, e18279 (DOI 10.7717/peerj.18279, lire en ligne , consulté le 19 novembre 2024)